# Duodao
Duodao är ett stadsdistrikt i Jingmens stad på prefekturnivå i Hubei-provinsen i centrala Kina. Det ligger omkring 200 kilometer väster om provinshuvudstaden Wuhan. 